# Alonso de Figueroa y Córdoba
Alonso de Figueroa y Córdoba (Cordova, 1589? – 1652) è stato un militare spagnolo che, durante il regno di Filippo IV di Spagna, svolse temporaneamente l'incarico di Capitano Generale e Governatore Reale del Cile, oltre ad essere il presidente della Reale Udienza del Cile.

## Biografia
Il suo governo durò 13 mesi, tra l'aprile 1649 ed il maggio 1650. Assunse l'incarico dopo quello che sembrò l'avvelenamento del governatore Martín de Mujica y Buitrón.
Nacque a Cordova e divenne soldato a Lisbona. Giunse in Cile all'età di 16 anni, nel 1605, arruolato nella compagnia del capitano Bartolome Paez Clavijo, tra i 1000 uomini che il generale Antonio de Mosquera raccolse nella penisola iberica per rinforzare il Regno del Cile durante la guerra di Arauco. Negli anni seguenti fece carriera nell'esercito stanziato lungo la frontiera Mapuche. Fu alférez e capitano di fanteria e cavalleria; divenne generale del 3 cavalleria, e raggiunse il livello di maestro de campo nel 1625. Fu anche corregidor di Concepción durante il governo di Laso de la Vega.

## Governatorato
La sua nomina a governatore fu uno degli ultimi atti del viceré Pedro Álvarez de Toledo y Leiva, marchese di Mancera, che spedì in Cile una lista di tre possibili candidati. Figueroa era il solo vivo tra i papabili, e venne formalmente investito a Concepcion nel maggio 1649. A quanto sembra fece partire una campagna militare contro i Mapuche accordandosi con il Peru' per avere maggiori risorse. A Lima il nuovo viceré García Sarmiento de Sotomayor, Conde di Salvatierra, decise di non confermare Figueroa nel suo ruolo nel luglio del 1649. Questo rifiuto convinse Figueroa ad abbandonare progetti più ambiziosi. Il proseguimento delle ostilità, però, lo obbligò ben presto a mobilitare i militari. Il 24 dicembre un forte nei pressi di Valdivia venne assaltato dai nativi locali, guidati da un disertore dell'esercito spagnolo. L'attacco si risolse con un successo Mapuche, dato che quasi tutte le forze spagnole morirono, e che i sopravvissuti vennero fatti prigionieri dando fuoco alle palizzate. A sud il gesuita Agustín Villaza venne rapito.
Figueroa spostò le truppe vicino a Valdivia e Boroa. Inoltre stanziò consistenti forze navali a Carelmapu, sotto il comando del neo nominato governatore di Chiloé, Ignacio de la Carrera Iturgoyen, con l'ordine di sbarcare colpendo le tribù nei pressi di Osorno.
Questa era la situazione del regno il 4 maggio 1650, quando la nave, per ordine del neo governatore Francisco Antonio de Acuña Cabrera y Bayona, venne rediretta a Concepcion, ponendo fine al governo di Figueroa. Figueroa y Córdoba fu in seguito nominato presidente dell'Audiencia di Santa Fe de Bogota nel 1652, ma morì prima di assumere il ruolo.